# Воевода (Великое княжество Литовское)
Воево́да в Великом княжестве Литовском (Palatinus) — руководитель местной администрации в воеводстве. Заседал в Раде Великого княжества Литовского, а после Люблинской унии 1569 года — в Сенате Речи Посполитой.
Основные обязанности воеводы — контроль за источниками государственных и великокняжеских доходов, организация вооруженных сил в воеводстве. Осуществлял судебные функции в замковом суде. Назначался пожизненно из крупных землевладельцев-уроженцев Великого княжества Литовского, в Полоцком и Витебском воеводствах — с согласия местной шляхты. Пользовался значительной независимостью от центральных государственных органов.
В XIV—XV веках воевода выполнял функции наместника великого князя литовского в некоторых удельных княжествах, вошедших в состав Великого княжества Литовского, имел судебные, административные и военные (возглавлял дружину) полномочия.
Воеводства — военные округа, а воеводы — начальники войск по количеству воеводств, составленное на время войны из шляхты этого округа.
Воеводства были следующие:
1. Виленское воеводство, к нему относились Поветы: Ошмянский, Брячеславский и Вилькомирский.
2. Трокское воеводство, к нему относились Поветы: Троицкий, Городенский, Ковенский, Лидский и Унитский.
3. Минское воеводство с Поветом Речицким.
4. Новогородецкое воеводство с Поветами: Слонимским и Волковыским.
5. Берест-Литовское воеводство с Пинским Поветом.
6. Киевское воеводство с Мозырским Поветом.
7. Волынское воеводство с Поветами: Луцким, Владимирским и Кременецким.
8. Мстиславское воеводство.
9. Витебское воеводство с Оршанским Поветом.
10. Полоцкое воеводство.
11. Смоленское воеводство.

Воевода, по важности сана, считался первым светским лицом в Государстве Литовском, после епископов, ему принадлежало переднее кресло в Сенате. Между воеводами почётнейшее место в Сенате принадлежало воеводе Виленскому, а за ним ниже сидели воеводы по значимости: Троцкий, Берест-Литовский, Киевский, Волынский, Подольский, Смоленский, Полоцкий, Новогородецкий, Витебский, Мстиславский, Брячеславский и Минский. Как и члены Сената они принадлежали к высшим правительственным органам страны.
До Люблинской унии, воеводы имели право судить шляхту, но после этого времени, он был судьёй в уголовных делах между евреями, главным судьёй города воеводства, устанавливал цены на разные предметы торговли, занимался проверкой мер и весов в воеводстве (что приводило к взяточничеству).